# Songs from the Underground
Songs from the Underground è la prima raccolta del gruppo musicale statunitense Linkin Park, pubblicata il 27 novembre 2008 dalla Warner Bros. Records.

## Descrizione
Contiene sei brani originariamente pubblicati nei EP distribuiti dal fan club LP Underground tra il 2001 e il 2006, con l'aggiunta di due brani dal vivo mai pubblicati in precedenza, ovvero una versione acustica di My December eseguita nel 2008 e il brano Hunger Strike dei Temple of the Dog eseguito da Chris Cornell assieme a Chester Bennington durante il Projekt Revolution 2008.
Il disco inoltre ha anche una bonus track scaricabile attraverso il sito di Linkin Park Underground per un periodo limitato: si tratta di una versione dal vivo di Crawling, eseguita insieme a Chris Cornell durante il Projekt Revolution 2008; durante l'introduzione estesa del brano, Mike Shinoda esegue il primo verso di Hands Held High, brano presente in Minutes to Midnight.

## Tracce
1. Announcement Service Public – 2:26 (Linkin Park)
2. QWERTY (Studio Version) – 3:23 (Linkin Park)
3. And One – 4:31 (Mike Shinoda, Joe Hahn, Brad Delson, Chester Bennington, Rob Bourdon)
4. Sold My Soul to Yo Mama – 1:59 (Joe Hahn, Chester Bennington, Mike Shinoda)
5. Dedicated (Demo 1999) – 3:13 (Mike Shinoda, Brad Delson, Joe Hahn, Chester Bennington)
6. Hunger Strike (Live from Projekt Revolution 2008: Chris Cornell featuring Chester Bennington) – 4:15 (Chris Cornell) – originariamente interpretata dai Temple of the Dog
7. My December (Live 2008) – 4:15 (Mike Shinoda)
8. Part of Me – 12:41 (Mike Shinoda, Joe Hahn, Brad Delson, Chester Bennington, Rob Bourdon) – contiene la traccia fantasma Ambient (musica: Mike Shinoda)

Traccia bonus digitale
1. Crawling (Live from Projekt Revolution 2008: Linkin Park featuring Chris Cornell) – 4:50 (Linkin Park)

## Formazione
Hanno partecipato alle registrazioni, secondo le note di copertina:
Gruppo
- Chester Bennington – voce (eccetto traccia 4)
- Mike Shinoda – rapping, voce, tastiera, pianoforte, chitarra (traccia 4)
- Brad Delson – chitarra (eccetto traccia 4)
- Phoenix – basso (eccetto tracce 3, 4, 5 e 8)
- Rob Bourdon – batteria (eccetto traccia 4)
- Joe Hahn – giradischi, campionatore

Altri musicisti
- Kyle Christener – basso (tracce 3, 5 e 8)
- Chris Cornell – voce (traccia 6)

Produzione
- Rick Rubin – produzione (tracce 1 e 2)
- Mike Shinoda – produzione (tracce 1, 2, 3, 5 e 8), missaggio (tracce 3 e 5), registrazione (traccia 4)
- Andrew Schepps – ingegneria del suono (tracce 1 e 2)
- Phillip Broussard Jr. – ingegneria secondaria (tracce 1 e 2)
- Dana Nielsen – ingegneria del suono aggiuntiva (tracce 1 e 2)
- Ethan Mates – missaggio (tracce 1 e 2)
- Brian "Big Bass" Gardner – mastering (tracce 1, 2, 4, 6 e 7)
- Mudrock – produzione e missaggio (tracce 3 e 8)
- Pat Kraus – mastering (tracce 3, 5 e 8)
- Joe Hahn – produzione e missaggio (traccia 4)
- Renson Mateo – ingegneria del suono aggiuntiva (traccia 4)
- Ken "Pooch" Van Druten – registrazione e missaggio (tracce 6 e 7)
- Dylan Ely – registrazione e missaggio (tracce 6 e 7)
- Frank Maddocks – direzione artistica, grafica, fotografia

## Classifiche
| Classifica (2013)         | Posizione massima |
| ------------------------- | ----------------- |
| Austria                   | 56                |
| Germania                  | 42                |
| Giappone                  | 9                 |
| Stati Uniti               | 96                |
| Stati Uniti (alternative) | 17                |
| Stati Uniti (hard rock)   | 14                |
| Stati Uniti (rock)        | 24                |
| Svizzera                  | 10                |

## A Decade Underground
Il 20 agosto 2010 è stato pubblicato esclusivamente sul sito ufficiale di LP Underground A Decade Underground, una raccolta pubblicata in occasione dei dieci anni dalla nascita del fan club ufficiale del gruppo. I brani presenti in essa sono gli stessi originariamente pubblicati in Songs from the Underground, con l'aggiunta degli inediti Across the Line e Pretend to Be.

### Tracce
1. Announcement Service Public – 2:26
2. QWERTY (Studio Version) – 3:23
3. And One – 4:31
4. Sold My Soul to Yo Mama – 1:59
5. Dedicated (Demo 1999) – 3:13
6. Hunger Strike (Live from Projekt Revolution 2008) – 4:14
7. My December (Live 2008) – 4:14
8. Part of Me – 12:43
9. Across the Line (Unreleased Demo 2007) – 3:10
10. Pretend to Be (Unreleased Demo 2008) – 3:54